# Àdil (nom)
Àdil és un nom masculí àrab —àrab: عادل, ʿĀdil— que literalment significa ‘just’, ‘imparcial' o ‘equitatiu’. Si bé Àdil és la transcripció normativa en català del nom en àrab clàssic, també se'l pot trobar transcrit Adil o 'Adil. Precedit de l'article, al-Àdil —العادل, al-ʿĀdil, ‘el Just’, ‘l'Equitatiu’, ‘l'Imparcial'— és un làqab o títol emprat per diversos governants musulmans.
Aquest nom també el duen musulmans no arabòfons que l'han adaptat a les característiques fòniques i gràfiques de la seva llengua: albanès: Adil; en bosnià, Adil; en kirguís: Эдил; kurd: Adil; turc: Adil.
Vegeu aquí personatges i llocs que duen aquest nom.
Vegeu aquí personatges i llocs que duen aquest títol o laqab.